# A Simpson család (5. évad)
A Simpson család 5. évadát 1993. szeptember 30. és 1994. május 19. között sugározták a Fox csatornán. A műsor készítői Matt Groening, James L. Brooks, és Sam Simon.
Az évadban vetítették le a sorozat 100. epizódját Igazgatók alkonya címmel.

## Epizódok
| # | Bemutatás            | Prod. Kód | Cím                         |
| --- | -------------------- | --------- | --------------------------- |
| 82–501 | 1993. szeptember 30. | 9F21      | Homer kvartettje            |
| Bart és Lisa a springfieldi bolhapiacon találnak egy bakelitet, amin Homer képe van, aki elmeséli, hogy korábban a "The Be Sharp's" kvartett tagja volt Apuval, Sintérrel és Barney-val együtt. A történetből az is kiderül, hogy miért szakítottak a zenével, majd a nosztalgia hatására koncertet adnak Moe kocsmájának tetején. - George Harrison, David Crosby és a The Dapper Dans vendégszereplésével |                      |           |                             |
| 83–502 | 1993. október 7.     | 9F22      | A rettegés foka             |
| Az epizód a hasonló című film paródiája. Balfék Bob kiszabadul a börtönből, és bosszúból terrorizálni kezdi a Springfield családot, akik egy tanúvédelmi program keretein belül Thompson családként kezdenek bujkálni Terror Lake-ben. Bob itt is rájuk talál, így a leszámolás elkerülhetetlen. - Kelsey Grammer vendégszereplésével |                      |           |                             |
| 84–503 | 1993. október 14.    | 1F02      | Homer egyetemre megy        |
| Egy kisebb nukleáris katasztrófa után egyetemi végzettséghez kötik Homer munkakörét, akinek egy csapat stréber segítségével kell letennie a vizsgákat. Homer próbálja cserébe megmutatni a strébereknek, hogy milyen az igazi egyetemi élet, ám emiatt mindannyiukat kirúgják, amit Homer igyekszik helyrehozni. |                      |           |                             |
| 85–504 | 1993. október 21.    | 1F01      | Burns, az aranypolgár       |
| Mr. Burns szülinapja rosszul alakul, mert hiányzik neki a gyerekkori plüssmacija, amit rég vesztett el. Mikor kiderül, hogy a mackó jelenleg Maggie-nél van Burns mindent bevet, hogy visszaszerezze tőle. - A Ramones vendégszereplésével |                      |           |                             |
| 86–505 | 1993. október 28.    | 1F04      | Rémségek Simpson háza 4     |
| Bart a Night Gallery című műsort parodizálva mesél el három rémséges történetet három festmény alapján. 1. The Devil and Homer Simpson: Homer eladja a lelkét az ördögnek egy darab fánkért, ám a fánk megevése után meghal és a pokolra jut. Marge ezt megakadályozván tárgyalást kér és igyekszik bebizonyítani, hogy férje nem kerülhet a pokolba. 2. Terror at 5½ Feet: Bart álmában baleset éri a buszt, ami másnap reggel meg is történik egy szörny következtében, amit csak Bart lát. Mivel senki sem hisz neki elmegyógyintézetbe zárják, ahova a szörny is követi. 3. Bart Simpson's Dracula: Simpsonék elutaznak Mr. Burns pennsylvaniai várába, ahol Lisa rájön, hogy Burn egy vámpír. Később meg is harapja Bartot, aki elkezd vámpírrá változni, a család ezt helyrehozván igyekszik levadászni Burns-t. - Frank Welker és Phil Hartman vendégszereplésével |                      |           |                             |
| 87–506 | 1993. november 4.    | 1F03      | Marge és Ruth               |
| Marge - miután Homer nem ment el vele a balett előadásra - az elvált szomszédnőjével, Ruth Powers-szel megy kikapcsolódni, aminek egy gyorshajtás lesz az eredménye. Homer féltékenységében próbál egyedül szórakozni, de nem megy neki, ezért megpróbál bocsánatot kérni Marge-tól. - George Fenneman, Pamela Reed és Phil Hartman vendégszereplésével |                      |           |                             |
| 88–507 | 1993. november 11.   | 1F05      | Bart és a belső gyermek     |
| Marge - miután Homer újfent kiborította - a testvérei hatására elkezd nézni egy "segíts magadon" videókazettát, Brad Goodman előadásában. Goodban később Springfield-be megy, ahol Bart őszinteségét és lazaságát hozza fel követendő példának, ezért mindenki úgy kezd viselkedni, mint a fiú. - James Brown, Albert Brooks és Phil Hartman vendégszereplésével |                      |           |                             |
| 89–508 | 1993. november 18.   | 1F06      | Apa és fia a vadvizeken     |
| Bart és Milhouse talál 20 dollárt, amiből Super Squishee szirupot vesznek - a szirup túlzott cukortartalmának hatására pedig Bart véletlenül csatlakozik a cserkészekhez. Szeretne kilépni, ám mégis marad mikor megtudja, hogy a cserkészeknek lehet késük - aztán Homer ismét mindent elront. - Ernest Borgnine vendégszereplésével |                      |           |                             |
| 90–509 | 1993. december 9.    | 1F07      | Homer utolsó megkísértése   |
| Mr. Burns női alkalmazottat vesz fel az erőműbe Mindy Simmons személyében, aki kísértetiesen sok dologban hasonlít Homerra. Burns kettejüket küldi Capital City-be, a Nemzetközi Energia Találkozóra, ahol Homer minden erejét beleadva próbál ellenállni a kísértésnek. - Michelle Pfeiffer, Werner Klemperer és Phil Hartman vendégszereplésével |                      |           |                             |
| 91–510 | 1993. december 16.   | 1F08      | $pringfield                 |
| Springfield anyagi gondokkal küzd, ezért Sintér tanácsára legalizálják a szerencsejátékot - Mr. Burns pedig azonnal kap az alkalmon, és nyit egy kaszinót, ahol Homer Black Jack osztóként dolgozik. Eközben Marge a kaszinó függőjévé válik, Bart pedig saját gyerekkaszinót csinál a faházában. - Robert Goulet és Gerry Cooney vendégszereplésével |                      |           |                             |
| 92–511 | 1994. január 6.      | 1F09      | Homer őrködik               |
| Springfieldet egy tolvaj kezdi fenyegetni, aki a Rabló kandúrnak nevezi magát, ezért Homer-t bízzák meg, hogy vezessen be biztonsági intézkedéseket. Ez nem igazán sikerül neki, ám ekkor nagyapja érkezik a segítségére, aki talán tudja, hogy ki a tettes. - Sam Neill vendégszereplésével |                      |           |                             |
| 93–512 | 1994. február 3.     | 1F11      | Bart híres lesz             |
| Bart megszökik az unalmas iskolai kirándulásáról, és a szomszédos tévéstúdióban kezd dolgozni Ropi alkalmazottjaként. Ám adás közben véletlenül összerombolja a díszletet, amire annyit mond: "Nem én voltam", ezzel pedig egy csapással sztárrá válik. - Conan O'Brien vendégszereplésével |                      |           |                             |
| 94–513 | 1994. február 10.    | 1F10      | Homer és Apu                |
| Apu leértékeli a romlott húst a Kwik-E-Marktban, amit Homer vesz meg - aki rosszul is lesz tőle, ezért elintézi, hogy kirúgják Aput. Apu ezután Simpsonék inasaként kezd dolgozni, ám nagyon hiányzik neki a boltja, aminek vezetését időközben James Woods vette át. - James Woods vendégszereplésével |                      |           |                             |
| 95–514 | 1994. február 17.    | 1F12      | Lisa vs. Malibu Stacy       |
| Miután nagyapa eladja a hagyatéka egy részét elmennek vásárolni, Lisa pedig kap egy beszélő Malibu Stacy babát, ám nem elégedett annak együgyű és felszínes mondataival. Lisa egyenesen a baba kitalálójához, Stacy Lowell-hoz megy panaszkodni, akivel közösen megalkotják az Oroszlánszívű Lisa babát. - Kathleen Turner vendégszereplésével |                      |           |                             |
| 96–515 | 1994. február 24.    | 1F13      | Homerodüsszeia              |
| A NASA úgy érzi, hogy az amerikai népet már nem érdeklik, ezért az egyszerű emberek közül választanak űrhajósokat - így kerül Homer a szervezethez. Homer Buzz Aldrinnal és Race Banyonnal utazik ki az űrbe, ahol galibába kerülnek, amit Homérnak kell megoldania. - Buzz Aldrin és James Taylor vendégszereplésével |                      |           |                             |
| 97–516 | 1994. március 17.    | 1F14      | Homer legjobb barátja       |
| Flanders megszerzi az utolsó két jegyet a Springfield vs. Shelbyville mérkőzésre, amire Homért viszi el. Homer ettől fogva a legjobb barátjaként tekint Flandersre, ám kezd túlzásokba menni. |                      |           |                             |
| 98–517 | 1994. március 31.    | 1F15      | Bart elefántot kap          |
| Bart a KBBL rádió egyik játékában nyer egy elefántot, akit az udvarban tart. A családnak sok gondja lesz az állattal - Lisa az állat jogait védi, Homer az ellátási költséget sokallja -, és lassan az egész városnak kezd elege lenni az állatból. |                      |           |                             |
| 99–518 | 1994. április 14.    | 1F16      | Burns örököse               |
| Burns egy szivacs miatt kis híján elveszti az életét, ezért elkezd örökös után kutatni, a nyertes pedig Bart lesz. A hatalmas vagyon elfeledteti Barttal az igazi családját egészen addig, amíg végső próbaként ki nem kell rúgnia apját az erőműből. - Phil Hartman vendégszereplésével |                      |           |                             |
| 100–519 | 1994. április 28.    | 1F18      | Igazgatók alkonya           |
| Bart becsempészi Kiskrampuszt a suliba, ami akkora galibát okoz, hogy Chalmers kirúgja Sintér igazgatót, és Flanderst teszi a helyére. Bartnak egyáltalán nem tetszik az új iskolai rend és bűntudata is van, ezért próbálja visszaszerezni Sintérnek az állást. - Frank Welker vendégszereplésével |                      |           |                             |
| 101–520 | 1994. május 5.       | 1F19      | A fiú, aki túl sokat tudott |
| Bart egy hamis kikérővel ellóg a suliból, ám Sintér gyanakszik és a nyomába ered - az üldöző elől Bart Fred Quimby szülinapi partijára menekül, ahol szemtanúja lesz az egyik pincér balesetének, aki később testi sértésért pereli Quimby-t. Bart gondolkodik, hogy tanúskodjon-e, miközben Homért beválasztják esküdtnek, ő pedig rendkívül élvezi a helyzetét. - Phil Hartman vendégszereplésével |                      |           |                             |
| 102–521 | 1994. május 12.      | 1F21      | Bouvier asszony szeretője   |
| Maggie születésnapi buliján Abe és Jacqueline Bouvier is magányosnak tűnik, ezért Marge javaslatára közös vacsorára mennek. Ám Mr. Burns később lecsapja Abe kezéről Mrs. Bouvier-t, majd megkéri a kezét, ám ehhez Abe-nek is lesz néhány keresetlen szava. - Phil Hartman vendégszereplésével |                      |           |                             |
| 103–522 | 1994. május 19.      | 1F20      | A sikeres házasság titka    |
| Homer elmegy egy felnőttképzésre, ahol tanárnak kérik fel a sikeres házassággal kapcsolatban. Homérnak ez csak úgy megy, ha hálószobatitkokat mesél a többieknek, ami nem igazán tetszik Marge-nak. - Phil Hartman vendégszereplésével |                      |           |                             |

## DVD kiadás
| A teljes ötödik évad | | | |
| Készlet adatok | Készlet adatok | Készlet adatok | Extrák |
| - 22 epizód - 4-lemezes készlet - 1.33:1 képarány - Nyelvek: - Angol (Dolby Digital 5.1, felirattal) - Latin spanyol (Dolby Digital 2.0 Surround, felirattal) - Kanadai francia (Dolby Digital 2.0 Surround) - Egyéb nyelvek az "Igazgatók alkonya" című részhez (cseh, olasz, lengyel és magyar) | - 22 epizód - 4-lemezes készlet - 1.33:1 képarány - Nyelvek: - Angol (Dolby Digital 5.1, felirattal) - Latin spanyol (Dolby Digital 2.0 Surround, felirattal) - Kanadai francia (Dolby Digital 2.0 Surround) - Egyéb nyelvek az "Igazgatók alkonya" című részhez (cseh, olasz, lengyel és magyar) | - 22 epizód - 4-lemezes készlet - 1.33:1 képarány - Nyelvek: - Angol (Dolby Digital 5.1, felirattal) - Latin spanyol (Dolby Digital 2.0 Surround, felirattal) - Kanadai francia (Dolby Digital 2.0 Surround) - Egyéb nyelvek az "Igazgatók alkonya" című részhez (cseh, olasz, lengyel és magyar) | - Választható kommentár az összes epizódhoz - Bevezető, Matt Groeninggel - Animációs bemutatók - Visszatekintés James L. Brooksszal - Törölt jelenetek 14 részhez - Reklámok - Illusztrált kommentár - Eredeti vázlatok |
| Kiadási adatok | | | - Választható kommentár az összes epizódhoz - Bevezető, Matt Groeninggel - Animációs bemutatók - Visszatekintés James L. Brooksszal - Törölt jelenetek 14 részhez - Reklámok - Illusztrált kommentár - Eredeti vázlatok |
| 1-es régió | 2-es régió | 4-es régió | - Választható kommentár az összes epizódhoz - Bevezető, Matt Groeninggel - Animációs bemutatók - Visszatekintés James L. Brooksszal - Törölt jelenetek 14 részhez - Reklámok - Illusztrált kommentár - Eredeti vázlatok |
| 2004. december 21. | 2005. március 21. | 2005. március 23. | - Választható kommentár az összes epizódhoz - Bevezető, Matt Groeninggel - Animációs bemutatók - Visszatekintés James L. Brooksszal - Törölt jelenetek 14 részhez - Reklámok - Illusztrált kommentár - Eredeti vázlatok |